# Наташа Янич
Наташа Янич (угор. Janics Natasa, 24 червня 1982) — угорська веслувальниця сербського походження, олімпійська чемпіонка.

## Виступи на Олімпіадах
| Олімпіада   | Дисципліна                    | Місце |
| ----------- | ----------------------------- | ----- |
| Сідней 2000 | байдарка, 500 метрів          | 4     |
| Афіни 2004  | байдарка, 500 метрів          | 1     |
| Афіни 2004  | байдарка-двійка, 500 метрів   | 1     |
| Пекін 2008  | байдарка-двійка, 500 метрів   | 1     |
| Пекін 2008  | байдарка-четвірка, 500 метрів | 2     |
| Лондон 2012 | байдарка-двійка, 500 метрів   | 2     |
| Лондон 2012 | байдарка-одиночка, 200 метрів | 3     |